# Ambasada Tanzanii w Berlinie
Ambasada Tanzanii w Berlinie – misja dyplomatyczna Zjednoczonej Republiki Tanzanii w Republice Federalnej Niemiec.
Ambasador Tanzanii w Berlinie oprócz Republiki Federalnej Niemiec akredytowany jest również w Republice Austrii, Republice Bułgarii, Republice Czeskiej, Rzeczypospolitej Polskiej, Republice Słowackiej, Stolicy Apostolskiej, Konfederacji Szwajcarskiej, Rumunii i na Węgrzech.